# 大橋弘 (実業家)
大橋 弘（おおはし ひろむ、1928年3月2日 - 1997年1月8日）は、日本の経営者。積水ハウス副社長、会長を務めた。

## 経歴
静岡県出身。1948年に静岡高校文科を卒業し、1961年に積水ハウスに入社。1972年に取締役に就任し、、1969年には常務、1980年には専務をそれぞれ歴任し、1984年に副社長に就任。1992年4月に副会長に就任し、1993年10月には会長に昇格。
経済団体連合会常任理事、住宅生産振興財団理事長なども歴任。
1997年1月8日、心不全のために死去。68歳没。